# Agarista picta
Agarista picta är en fjärilsart som beskrevs av Leach 1815. Agarista picta ingår i släktet Agarista och familjen nattflyn. Inga underarter finns listade i Catalogue of Life.